# Birubius nauarchuncus
Birubius nauarchuncus is een vlokreeftensoort uit de familie van de Phoxocephalidae. De wetenschappelijke naam van de soort is voor het eerst geldig gepubliceerd in 2008 door Horton.